# Encefalitis japonesa
L'encefalitis japonesa (EJ) és una infecció del cervell causada pel virus de l'encefalitis japonesa (VEJ). Mentre que la majoria de casos són lleus (febre i mal de cap) o no tenen símptomes aparents, un nombre molt reduït d'aquestes infeccions pot produir una inflamació ocasional del cervell que provoca mal de cap, vòmits, febre, convulsions i mort. Aquests símptomes apareixen entre 4 i 15 dies després de la infecció.
El virus es propaga generalment per picades de mosquits, concretament pels del gènere Culex de la família Cullcidae. Els porcs i les aus silvestres serveixen de reservori per al virus. La malaltia s'origina principalment fora de les ciutats. El diagnòstic es basa en proves de sang o del líquid cefalorraquidi.
La malaltia es pot prevenir mitjançant el vaccí contra l'encefalitis japonesa, que és segur i eficaç. Altres mesures inclouen evitar picades de mosquits. La malaltia no té cura, un cop infectat, el tractament està enfocat a alleujar els signes clínics greus i ajudar el pacient a superar la infecció.
La malaltia afecta principalment els nens. La majoria dels adults dels països endèmics tenen immunitat natural després de la infecció infantil, però poden infectar-se individus de qualsevol edat. L'EJ es localitza al sud-est asiàtic i a l'oest de l'oceà Pacífic. Aproximadament tres mil milions de persones viuen en zones on és present la malaltia.
La malaltia es va descriure per primera vegada el 1871 al Japó. Al voltant de 68.000 casos simptomàtics es diagnostiquen anualment a escala mundial, amb un total aproximat de 20.000 morts.

## Etiologia
El virus de l'encefalitis japonesa és el causant de l'encefalitis en cavalls, ases, porcs i humans. També pot infectar altres animals domèstics, aus silvestres i bestiar. En el cas dels porcs, pot provocar avortaments i naixements de cries mortes o mal formades. És un arbovirus RNA del gènere Flavivirus, pertanyent a la família Flaviviridae que forma part del serocomplex de l'encefalitis japonesa de 9 virus relacionats genèticament i antigènicament. El seu genoma està format per uns 11.000 nucleòtids, encara que el nombre exacte varia lleugerament segons la soca viral. El virus causant de l'encefalitis japonesa no persisteix fora de l'hoste viu, però pot mantenir-se en els mosquits, rèptils, amfibis i ratpenats quan aquests hivernen.
El principal vector del virus és un mosquit culícid, Culex tritaeniorhynchus. Altres espècies del mateix gènere de mosquits i del gènere Aedes també poden transmetre el virus. El virus de l'encefalitis japonesa està estretament relacionat amb el dengue, la febre groga i el virus del Nil occidental.

## Símptomes
La majoria de les infeccions per VEJ són lleus o asimptomàtiques. Només una de cada 250 infeccions acaba provocant encefalitis. El període d'incubació és d'entre 4 i 15 dies. En els nens, el dolor i els vòmits poden ser els símptomes inicials dominants. La malaltia severa es caracteritza per l'aparició ràpida de febre alta, mal de cap, rigidesa del coll, desorientació, coma, convulsions i, finalment, la mort. La taxa de mortalitat pot arribar fins al 30% entre els que presenten símptomes de la malaltia. Entre un 20% i un 30% dels que sobreviuen pateixen seqüeles intel·lectuals, conductuals o neurològiques permanents, com paràlisi, convulsions recurrents o incapacitat per parlar. Es poden produir seqüeles neurològiques definitives com sordesa, inestabilitat emocional i hemiparèsia en pacients que hagin vist afectat el seu sistema nerviós central.

## Diagnòstic
Les persones que viuen o han viatjat a una zona endèmica de l'EJ i experimenten encefalitis es consideren un cas de sospita de la malaltia. Cal una prova de laboratori per confirmar la infecció i descartar altres causes d'encefalitis. L'OMS recomana fer proves per a anticossos IgM específics del virus en una única mostra de líquid cefalorraquidi (LCR) o sèrum, utilitzant la tècnica ELISA de captura d'IgM. Els anticossos IgM del virus EJ solen detectar-se entre 3 i 8 dies després de l'aparició de la malaltia i persisteixen de 30 a 90 dies, però s'ha documentat una persistència més llarga. Per tant, els anticossos IgM positius ocasionalment poden reflectir una infecció o vacunació passades. El sèrum recollit en els deu dies posteriors a l'aparició de la malaltia pot no tenir IgM detectable i la prova s'ha de repetir sobre una mostra convalescent. Per a pacients amb anticossos IgM contra el VEJ, s'haurien de fer proves d'anticossos neutralitzants confirmatoris.

## Tractament
No existeix cap cura antivírica dirigida a pacients amb encefalitis japonesa. El tractament es basa únicament en l'alleujament dels símptomes greus i en donar suport al pacient perquè superi la infecció. Els pacients sovint requereixen alimentació, gestió de les vies respiratòries i anticonvulsius per al control de la convulsió. El fet que no hi hagi cura, fa que la prevenció i el control siguin dos pilars molt importants per a evitar la malaltia. El factor més important en el maneig adequat de la pressió intracranial és identificar i iniciar intervencions terapèutiques adequades. Per reduir la pressió intracranial es pot utilitzar mannitol si cal. No hi ha transmissió de persona a persona i, per tant, no cal que els pacients s'aïllin.
Un avenç en el camp de l'encefalitis japonesa terapèutica és la identificació de la participació del receptor dels macròfags en la gravetat de la malaltia. Un informe recent d'un grup d'investigació indi demostra la implicació del receptor CLEC5A de monòcits i macròfags en resposta inflamatòria severa a la infecció per encefalitis japonesa del cervell. Aquest estudi de transcriptoma proporciona una hipòtesi de neuroinflamació i un nou avantatge en el desenvolupament de terapèutiques adequades contra l'encefalitis japonesa. L'eficàcia de la immunoglobulina intravenosa per al tractament de l'encefalitis no està clara a causa d'una manca d'evidències.

## Prevenció
Es creu que la infecció pel virus de l'encefalitis japonesa confereix immunitat durant tota la vida. Els diferents flavivirus tenen en comú antígens i indueixen la formació d'anticossos que poden proporcionar una certa protecció i redueixen la incidència i la gravetat de les seqüeles de possibles infeccions posteriors.
Tots els aproximadament quinze vaccins utilitzats actualment (2015) es basen en soques del genotip 3. Hi ha quatre classes diferents de vaccins en ús: vaccins inactivats derivats del cervell del ratolí, vaccins inactivats derivats de cèl·lules Vero, vaccins vius atenuats i vaccins vius recombinants. L'ús generalitzat de la vacuna i la creixent urbanització han facilitat el control de la malaltia al Japó, Corea, Taiwan i Singapur.
La vacuna de l'EJ es recomana per a persones que viatgin al sud-est d'Àsia o oest del Pacífic que tinguin planejat passar més d'un mes en àrees endèmiques durant els mesos de transmissió. No es recomana per a turistes convencionals a zones urbanes, estades curtes i fora dels mesos de transmissió.